# Miguel Ibarz Roca
Miquel Ibarz Roca (Mequinenza, 30 de noviembre de 1920 - Barcelona, 1987) fue un pintor y grabador español del siglo XX. Su población natal Mequinenza, el dinamismo de la Barcelona que prepraba la Exposición Internacional de 1929  y la educación progresista que recibió en la Escuela del Mar sentaron las bases de su obra pictórica que lo convirtió en un destacado pintor de vanguardia hasta su temprana desaparición en 1987. 

## Biografía
Miguel Ibarz nació el 30 de noviembre de 1920 en Mequinenza (Aragón), hijo de Miguel Ibarz y María Roca junto a su hermana Montserrat. Los primeros paisajes que vio de niño fueron las calles y casas que se orientaban al sur bajo el imponente castillo y el Ebro, que discurría tranquilo a los pies de la antigua población. Un río surcado por embarcaciones, conocidas como "llauts" en Mequinenza, que transportaban mercancías desde Tortosa hasta Zaragoza. Igualmente pudo ver las almadías o navatas que venían por el Cinca y el Ebro hasta el Aiguabarreig, y desde allí continuaban río abajo por el Ebro hasta su desembocadura. Hoy en día, poco queda de aquel paisaje, ya que el pueblo viejo de Mequinenza quedó parcialmente inundado y derribado a consecuencia de la construcción del embalse de Ribarroja.
Con dos o tres años de edad, la familia Ibarz Roca se tralsada a vivir a Barcelona como muchos otros meqiunenzanos del momento, atraídos por aquella metrópoli que preparaba la Exposición Internacional de 1929. Muchos vecinos de Mequinenza aprovecharon aquellos años veinte para emigrar, por lo que la comunidad mequinenzana en la ciudad condal debía ser bastante significativa. Barcelona experimentaba una gran transformación urbanística ampliando la Gran Vía, la calle Balmes y la Diagonal junto con la reordenación de las plazas de Cataluña, Tetuán y Letamendi, y la zona de Montjuic que serviría de escenario para la Exposición del 29.
De niño ya demostró tener mucho interés por el dibujo. Estudió en la antigua Escuela de Mar, que era una de las escuelas de pedagogía más avanzada de Barcelona, y fue allí donde se reforzó su inclinación por la pintura. Perteneció a la "Quinta del Biberón", ejerciendo de telegrafista en el bando republicano durante la guerra civil española. Después vinieron la derrota y el exilio.
Después de un corto período en el sur de Francia, volvió a Barcelona. Y entre 1948 y 1949 hizo una de sus primeras obras de importancia: dos grandes murales en la Iglesia del Pueblo Viejo de Mequinenza, desaparecidos debido al derribo e inundación de la población bajo el embalse de Ribarroja. Se conservan dos fragmentos en el Salón de Plenos del Ayuntamiento de su localidad natal.
En 1950 participó en exposiciones de vanguardia en Sabadell y Barcelona, pero su objetivo era París. Ese mismo año obtuvo una beca del Instituto Francés de Barcelona para trasladarse a la ciudad de las luces. Llegó en 1952 y se quedó hasta finales de 1953, adhiriéndose a un movimiento conocido como Jeune Peinyre que buscaba en la figuración la plasmación de la modernidad. Uno de sus referentes era Picasso, quien con su maestría representaba el modelo para una figuración vanguardista. En esta época viaja a Italia, Suiza, Inglaterra y Alemania.
En 1957 marchó a Italia con motivo de su exposición en la galería L'asterisco de Roma. Este viaje le influenció mucho, por lo que su pintura se hizo más colorista, más sensual y más mediterránea. Sus obras se desplazan hacia masas compactas contrapuestas con influencias neocubistas en bodegones y paisajes. En 1959 hizo una exposición individual en la Sala Gaspar, que sería a partir de entonces la galería que le representaría. 
Cabe destacar que también cultivó el grabado, trabajando sobre todo el aguafuerte y la litografía. A partir de los años 70 se adhirió al neofigurativismo, buscando un marcado interés por la figura, simplificando los temas y logrando una mayor intensidad. Ibarz encontró, al estilo de la pintura de De Staël, su visión idealista, luminosa y decorativa en el paisaje de la Costa Azul y en el entorno visual de su estudio de verano en Sant Pol de Mar.
Ibarz expuso su obra en importantes galerías de Madrid, Zaragoza, Frankfurt, Washington y Toronto. Entre sus premios y reconocimientos destacan el Premio San Jorge en 1966 y el Primer premio de Grabado Ciudad de Barcelona en 1969. Miguel Ibarz murió prematuramente en 1987, a la edad de 67 años, cuando todavía se encontraba en plenitud artística.

## Obra pictórica
Sus cuadros transmiten sosiego y tranquilidad. Lejos de la inmediatez de la mirada directa sobre las cosas -Ibarz no se consideraba un pintor de caballete- sus figuras llegaban a la tela después de ser interiorizadas. De ahí la quietud de sus paisajes o la serena placidez de las figuras humanas, en las que parece detenerse el tiempo resultado de un largo proceso de meditación y estructuración. Su trabajo arrastra influencias cubistas, fauvistas y abstractas aunque puede enmarcarse en una figuración colorista y melancólica. 
A partir de los 50, Ibarz se adentra en el existencialismo a través de las influencias parisinas. Tras las primeras brillantes vanguardias aprecia el análisis y la búsqueda de preguntas en su obra. A medida que avanzan los años 60, su pintura se hace más clara, abriéndose a la luz mediterránea y a la simplicidad de la figura.
En 2004, el Museo Goya - Colección Ibercaja (Camón Aznar) de Zaragoza y la Sala de Exposiciones de Mequinenza que lleva su nombre, le dedicaron una exposición antológica comisariada por Ricardo García Prats.

## La visión de Mequinenza
Hay quien ha visto una vinculación de la obra del pintor con Mequinenza, su población natal. La disposición de su pueblo natal, la antigua Mequinenza, coronada por el Castillo y aterrazada sobre el río Ebro se trasladaba en sus obras como capas o planos superpuestos que él más evocaría en las pinturas de su época más mediterránea.  